# Província d'Armavir
|  | Per a altres significats, vegeu «Armavir (Rússia)». |

Armavir ( [ɑɾmɑˈviɾ] (?·pàg.)) és una província, un districte i una ciutat d'Armènia. Situada a la plana d'Ararat, dominada pel mont Ararat des del sud i els Aragats des del nord, la capital de la província és la ciutat d'Armavir, mentre que la ciutat més gran és Vagharxapat.
La província d'Armavir es troba al sud-oest del país, i la ciutat d'Armavir ciutat n'és la capital. La província té 253.493 habitants i 1.231 km² segons cens de 2022. Les ciutats principals són Vagharxapat, Armavir i Metsamor.

## Subdivisions administratives i ciutats
Està dividida en tres districtes:
- Vagharxapat
- Baghramian
- Armavir

El districte d'Armavir està format per la vall del riu Matsamor (Kara Su) i la capital és la ciutat d'Armavir.
A la província d'Armavir hi ha 7 municipis: Araks, Armavir, Baghramyan, Khoy, Metsamor, Parakar, Vagharshapat i Ferik. Les capitals d'aquests municipis són, respectivament: Jrarat, Armavir, Baghramyan, Geghakert, Metsamor, Parakar, Vagharxapat i Ferik

## Història
La ciutat d'Armavir està situada a la riba de l'Araxes, a l'oest d'Erevan, al districte de l'Aragadzotn, província històrica de l'Airarat. És d'origen urartià (es deia Argishtihinili que vol dir ciutat d'Argishti) i la va fundar el rei Argishti I d'Urartu (vers 786-764 aC) en un turó no ocupat que tenia vista a l'Araxes. Va ser la segona capital d'Urartu i capital de les províncies del nord. Degut a les incursions dels escites al segle vii aC primer va perdre importància i finalment va acabar destruïda.
Els armenis s'hi van instal·lar al segle iv aC segurament per emigracions després de la conquesta de Pèrsia per Alexandre el Gran. Els governadors perses de la casa dels Oròntides van establir el primer regne armeni en aquesta zona i segurament fou llavors que fou erigida en capital a causa d'estar en les rutes de comerç entre Iran i Còlquida. També fou el centre religiós del regne. Amb el darrer rei oròntida, Orontes IV o Ervand IV (212-200 aC) la capital va passar a Eruandashat suposadament a causa d'una alteració del curs del riu Araxes. En endavant la ciutat va entrar en decadència, especialment amb la construcció d'Artàxata (Artasat o Artaxiasata) avançat el segle ii aC
Va continuar subsistint sota domini romà. En grec s'anomenà Armaouira i en llatí Armavira. Amb l'auge de Vagharxapat (Cenèpolis) la ciutat es va anar despoblant i finalment fou abandonada. Les excavacions a la ciutat s'han fet de manera limitada, i han revelat que era una ciutat amb muralles; es van trobar algunes inscripcions en grec (1911 i 1927) però res assenyala a una ciutat hel·lenística
La província va ser l'escenari de la decisiva Batalla de Sardarapat el 1918, que va conduir a la fundació de la República d'Armènia. La batalla es considera un esdeveniment històric crucial no només per aturar l'avanç turc a la resta d'Armènia, sinó també per evitar la destrucció completa de la nació armènia.

## Cultura i patrimoni
Armavir és un centre cultural rellevant de la República d’Armènia. Les localitats urbanes de la província acullen palaus de la cultura, així com nombroses biblioteques públiques. Tanmateix, durant el període soviètic, hi havia 98 biblioteques públiques a Armavir, de les quals només 21 continuen en funcionament actualment.
La ciutat de Vagharshapat es distingeix per la seva concentració de museus, entre els quals destaquen: el Museu Etnogràfic de Vagharshapat, el Museu i Galeria d’Art Khoren Ter-Harutyunyan, el Museu i Galeria d’Art Mher Abeghian, i la Casa-Museu d’Hovhannes Hovhannisyan. A més, diversos museus i biblioteques es troben dins del complex de la Santa Seu d’Etxmiadzin, incloent-hi:
- Museu de la Catedral d’Etxmiadzin
- Museu Catolicosal
- Museu Khrimian
- Casa del Tresor d'Alex i Marie Manoogian
- Dipòsit de Manuscrits Vatche i Tamar Manoukian
- Impremta i Llibreria de la Santa Seu
- Museu Rouben Sevak.

El poble de Musaler acull anualment la celebració de la resistència de Musa Dagh, esdeveniment que té lloc durant el mes de setembre. Milers d’armenis procedents d’arreu del món es reuneixen al poble per commemorar la resistència al voltant del memorial dedicat als fets de Musa Dagh.
El famós complex memorial de Sardarapat, que inclou el Museu Etnogràfic d’Armènia, es troba al poble d’Araks, a uns 10 km al sud-oest de la capital provincial, Armavir.

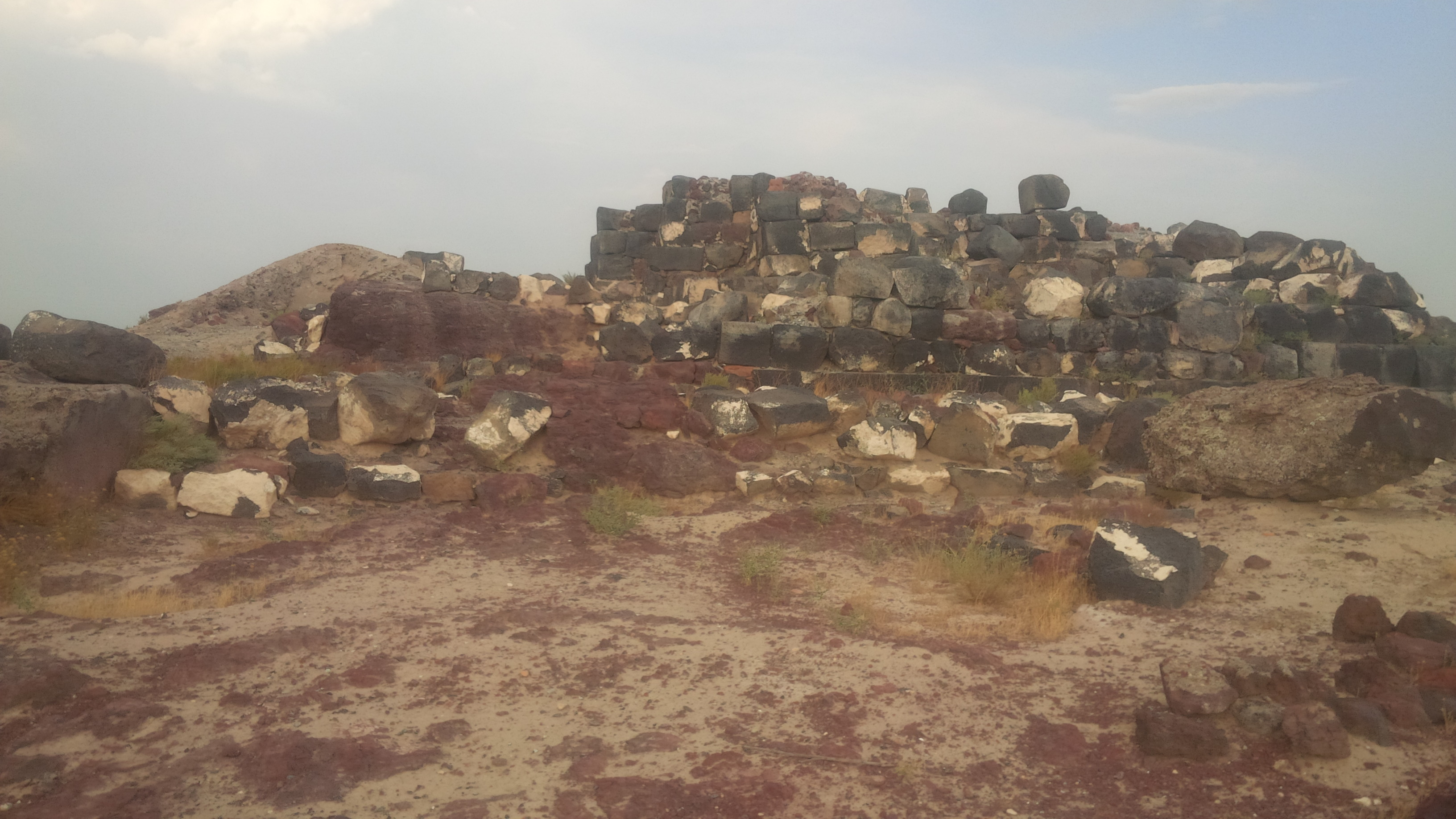
Temple a l'antiga ciutat d'Armavir

### Fortaleses i jaciments arqueològics
- Jaciment arqueològic de Metsamor, a Taronik, datat al cinquè mil·lenni aC.
- Assentament de Mokhrablur, a Griboyedov, del segon mil·lenni aC.
- Ciutat antiga d’Argištiḫinili, segle VIII aC.
- Jaciment de Shenik, entre els segles V i III aC.
- Ciutat antiga d’Armavir, fundada l’any 331 aC.

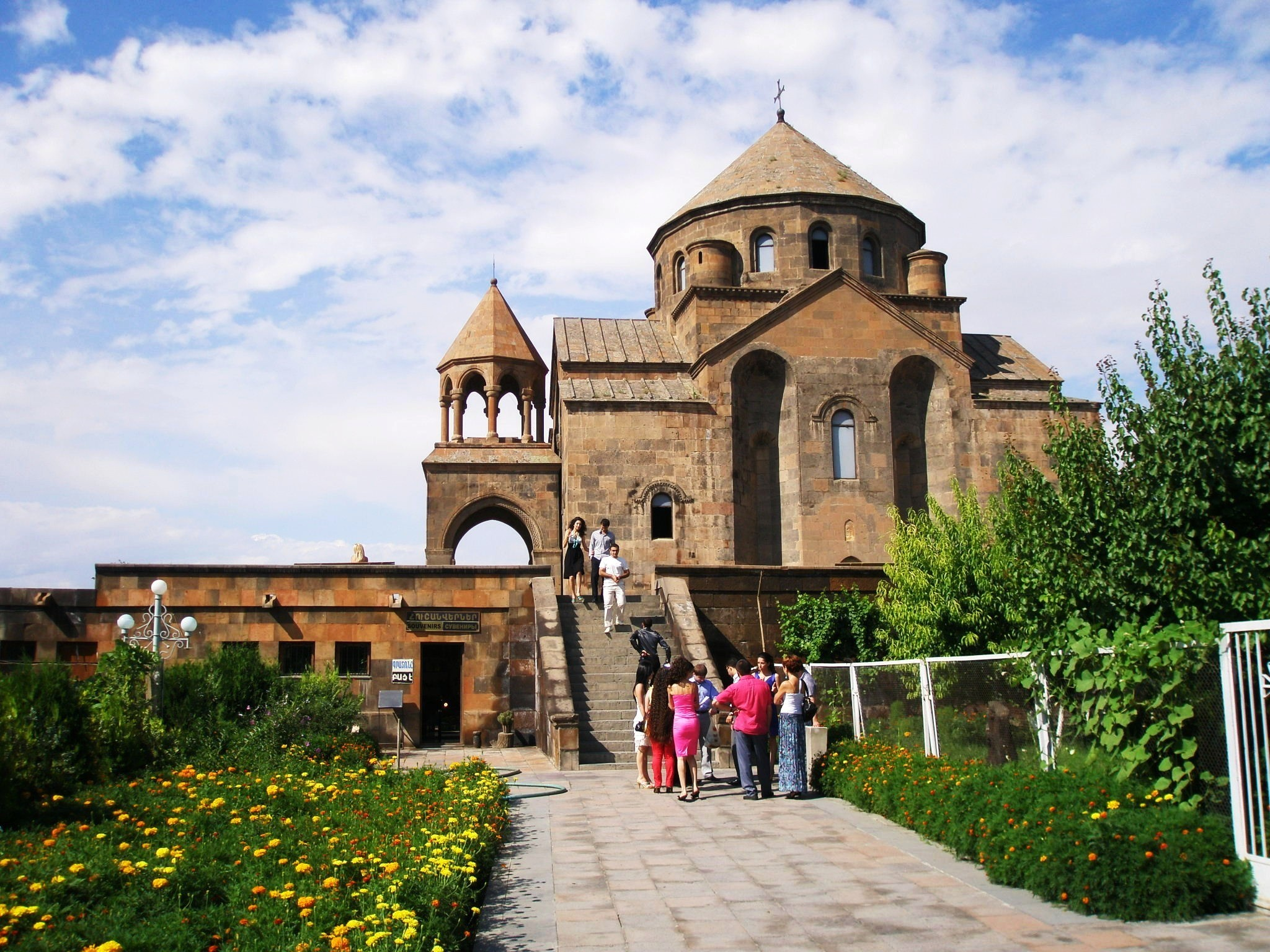
Església de Sant Hripsimé, del 618, inscrit a la llista de patrimoni mundial de la UNESCO

### Esglésies i monestirs
- Santa Seu de la Santa Església d’Etxmiadzin i Catedral d’Edjmiatsín, fundada l’any 303.
- Església de Santa Hripsimé, inaugurada l’any 618 (Patrimoni Mundial de la UNESCO).
- Església de Santa Gaianè, inaugurada l’any 630 (Patrimoni Mundial de la UNESCO).
- Catedral de Zvartnots, inaugurada l’any 652, patrimoni de la Humanitat.
- Monestir de Targmanchats, a Aygeshat, segles VI–VII.

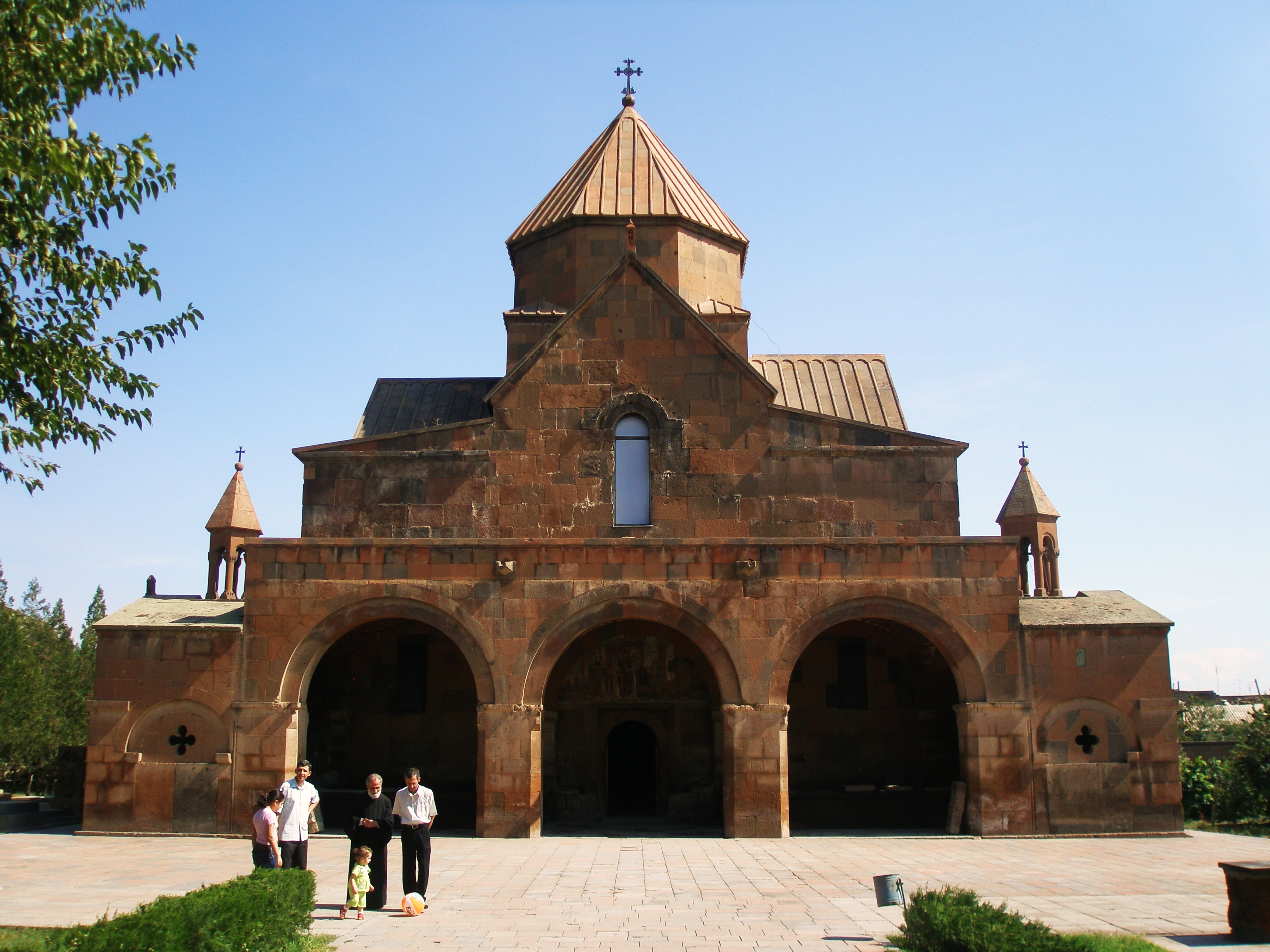
Església de Santa Gaianè, patrimoni de l'UNESCO

- Església de Santa Gaianè, patrimoni de l'UNESCOEsglésia de Shoghakat, oberta l’any 1694.
- Catedral de la Mare de Déu de Vagharshapat, oberta l’any 1767.
- Església Surp Harutyun, a Parakar, inaugurada el 1855.
- Església de la Mare de Déu, a Sardarapat, oberta el 1882.
- Església de la Mare de Déu, a Bambakashat, inaugurada el 1901.

## Personalitats notables
- Ara Vardanyan, medallista de plata dels campionats mundials de 1998 d'halterofilia.[5]
- Mikhail Aloyan, boxejador professional, medallista de bronze olímpic i bi-campió mundial.[6]

## Vegeu tamb´
- Armavir (ciutat antiga)